# 1428 Момбаса
1428 Момбаса (енгл. 1428 Mombasa) је астероид главног астероидног појаса. Приближан пречник астероида је 56,63 ,
а средња удаљеност астероида од Сунца износи 2,810 астрономских јединица (АЈ).
Инклинација (нагиб) орбите у односу на раван еклиптике је 17,327 степени, а орбитални период износи 1721,054 дана (4,711 године). Ексцентрицитет орбите астероида износи 0,138.
Апсолутна магнитуда астероида износи 10,90 а геометријски албедо 0,024.
Астероид је откривен 5. јула 1937. године.